# Гавии
Гавиите (gens Gavia) са римска фамилия с име Гавий (Gavius). В чест на gens Gavia във Верона е издигната Гави-Арка.
- Гавий Бас, писател по време на Цицерон
- Гавий Силон, оратор по време на Август (26 пр.н.е.), споменат от Сенека
- Марк Гавий Апиций (Апиций), гурме (1 век)
- Гай Гавий Силван, военен трибун на преторианите при Нерон
- Квинт Гавий Атик, суфектконсул 85 г.
- Марк Гавий Клавдий Сквила Галикан, консул 127 г.
- Марк Гавий Сквила Галикан (консул 150 г.), консул 150 г.
- Марк Гавий, суфектконсул 155 г.
- Марк Гавий Орфит, консул 165 г.
- Марк Гавий Корнелий Цетег, консул 170 г.
- Луций Фулвий Гавий Нумизий Петроний Емилиан, 206 г.

- Гавий Понтий, самнитски военачалник ок. 321 пр.н.е.